# フェアプレイス
『フェアプレイス』 (FAIR PLACE)は、矢也晶久による日本の漫画作品。

## 登場人物

### 花輪高野球部員
周防大志
キャッチャー。
岩井優
ピッチャー。女性。
金子修二
センター。
相米
ファースト。
小中
ライト。
実相寺
ショート。
井筒
レフト。
若松
セカンド。
深作
サード。

### 九十九商野球部員
上原
キャッチャー。
円谷涼
ピッチャー。
安藤
センター。
坪倉
ファースト。
佐々木
ライト。
大木
ショート。
若槻
レフト。
高野
セカンド。
金城
サード。

### 松徳高野球部員
庵野貴法
ピッチャー。

### その他
周防たか子
大志の姉。
チョウ
ダマワラビー。
岩井勇
花輪高マネージャー。優の双子の兄。
本多

溝口
九十九商監督。
庵野希
貴法の妹。
市川
松徳高監督。

## 単行本
- 矢也晶久 『フェアプレイス』 集英社〈ヤングジャンプ・コミックス〉、全4巻
  1. 1998年2月24日発行、ISBN 4-08-875615-0
  2. 1998年5月24日発行、ISBN 4-08-875648-7
  3. 1998年8月24日発行、ISBN 4-08-875687-8
  4. 1998年9月23日発行、ISBN 4-08-875698-3